# IEEE 802.8
IEEE 802.8 або Fiber Optic Technical Advisory Group — стандарт зв'язку родини стандартів IEEE 802 розроблений для комунікації в локальних з оптоволоконними дротами. Метою робочої групи було створення мережного стандарту для передачі даних в оптоволоконному середовищі, на зразок FDDI.
Зараз робоча група IEEE 802.8 не діє.